# Fokarium w Helu
Fokarium Stacji Morskiej Instytutu Oceanografii Uniwersytetu Gdańskiego – fokarium stanowiące część placówki naukowo-badawczej – Stacji Morskiej Instytutu Oceanografii Uniwersytetu Gdańskiego znajdujące się w Helu przy Bulwarze Nadmorskim.
Fokarium składa się z kompleksu trzech basenów hodowlanych, kilku małych basenów-separatek (dla osobników młodych i chorych wymagających rehabilitacji) i budynku dydaktyczno-laboratoryjnego z salą seminaryjną i laboratoriami. Placówka prowadzi działalność naukową, której celem jest odtworzenie kolonii foki szarej w akwenie południowego Bałtyku.
Jest dużą atrakcją turystyczną Helu – na przełomie XX/XXI w. zwiedzało je ok. 300 tys. turystów rocznie.
Fokarium utrzymuje się z dobrowolnych wpłat, dotacji unijnych, wpłat ze strony Uniwersytetu Gdańskiego, prowadzenia sprzedaży biletów oraz sklepiku z upominkami.

## Zadania placówki
- Trwałe zabezpieczenie gatunku przed wyginięciem
- Organizacja kursów dla grup dydaktycznych
- Odtworzenie lokalnego ekosystemu przez wprowadzenie gatunku uznanego za wytępiony na ww. akwenie
- Pogłębianie badań nad grupą ssaków morskich
- Rozszerzenie oferty edukacyjnej dotyczącej ekologii Morza Bałtyckiego
- Powiększenie infrastruktury dydaktycznej i badawczej placówki
- Rewitalizacja funkcji miasta Hel z pro-militarnych na pro-turystyczne

## Foka Krystyna
Urodzona w Estonii w kwietniu 1998, spędziła w helskim Fokarium ok. 3 lat. Znana z próby ucieczki i spaceru po ulicach Helu, gdzie znaleziono ją 500 metrów od fokarium. Uwielbiała kontakt z ludźmi: m.in. wyławiała zgubione przez nich podczas wizyty w fokarium przedmioty. Zdechła w maju 2001 roku. Sekcja jej zwłok wykazała 693 monet znajdujących się w żołądku. Przyczyną śmierci było zatrucie metalami ciężkimi uwolnionymi przez trawienie pieniędzy – krwotok wewnętrzny spowodowany był pęknięciem śledziony, jednak cały organizm dotknęły zmiany chorobowe. Znalezione monety ważyły w sumie półtora kilograma. Monety były wrzucane do basenu przez turystów, jak twierdzą pracownicy fokarium. To wydarzenie doprowadziło do zmian na terenie fokarium, m.in. umieszczono tablice przestrzegające zwiedzających przed bezmyślnym zachowaniem, zagrażającym populacji foki szarej. Zamontowano także atrakcyjną skarbonkę dla chętnych, pragnących zostawić datek.

## Wędrówki helskich fok
Na stronie głównej fokarium pod zakładką „Śledzimy nasze foki" można prześledzić wędrówki oznaczonych osobników foki szarej.

## Galeria

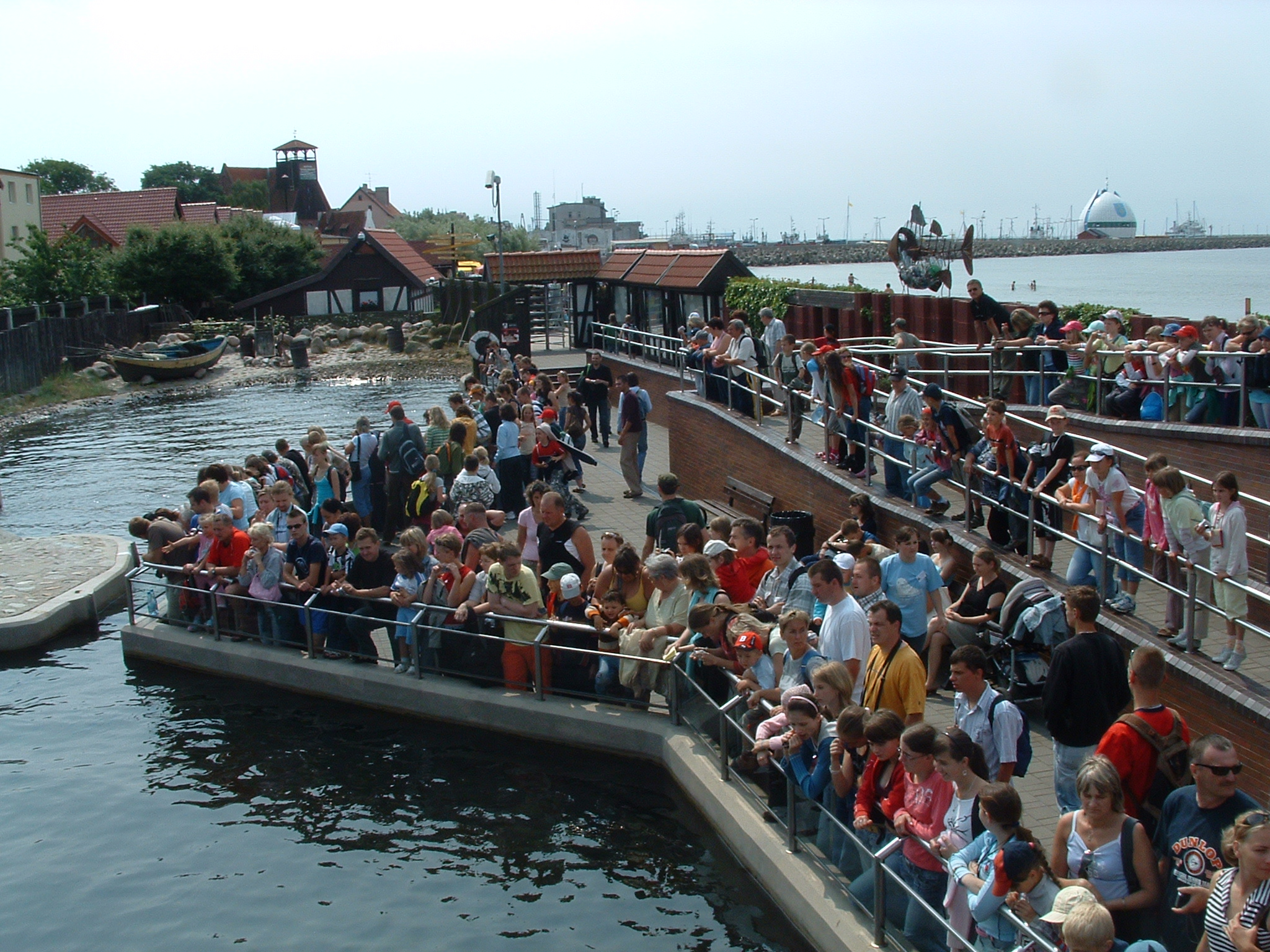
Fokarium – w głębi przystań portowa.
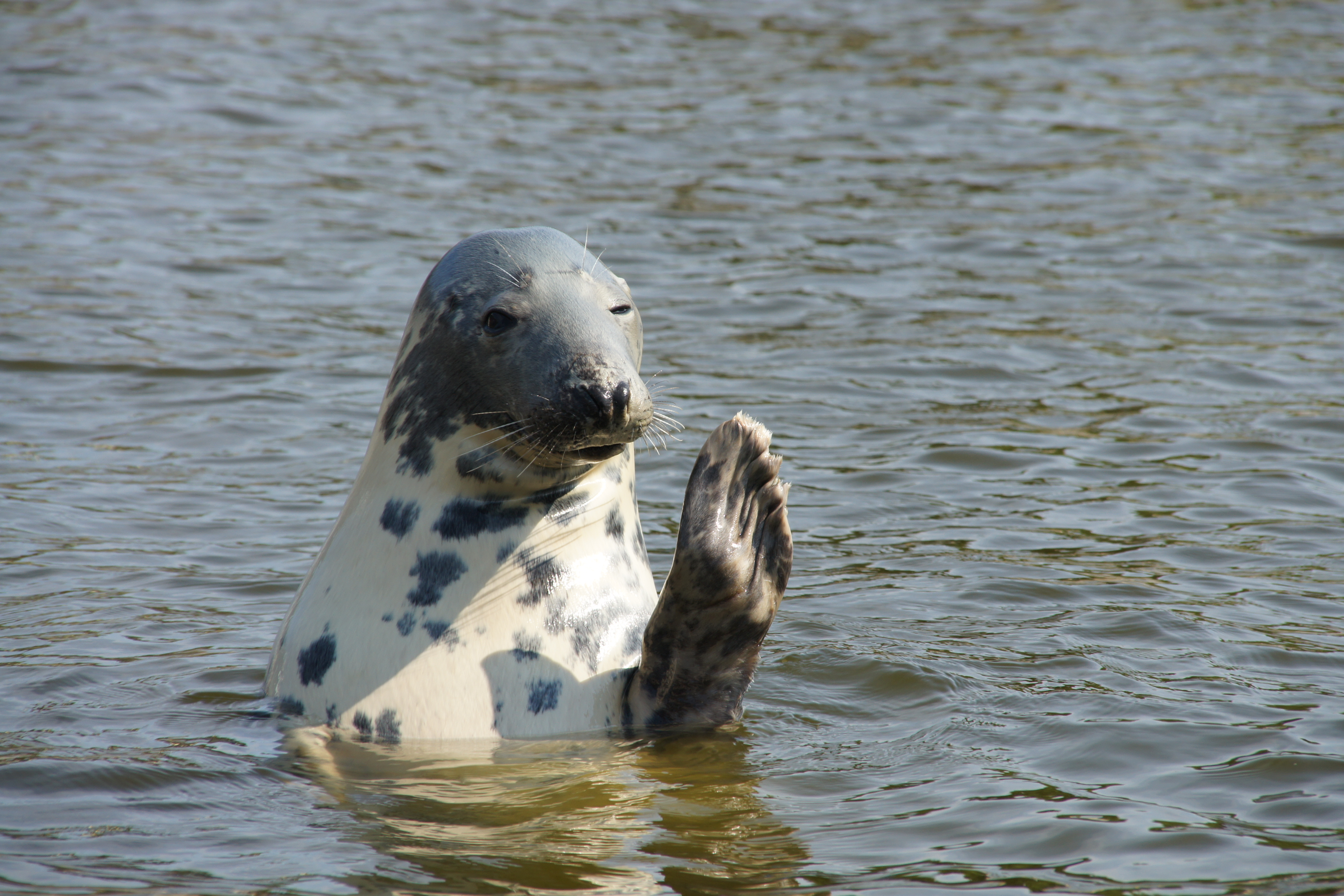
Szarytka morska w fokarium.
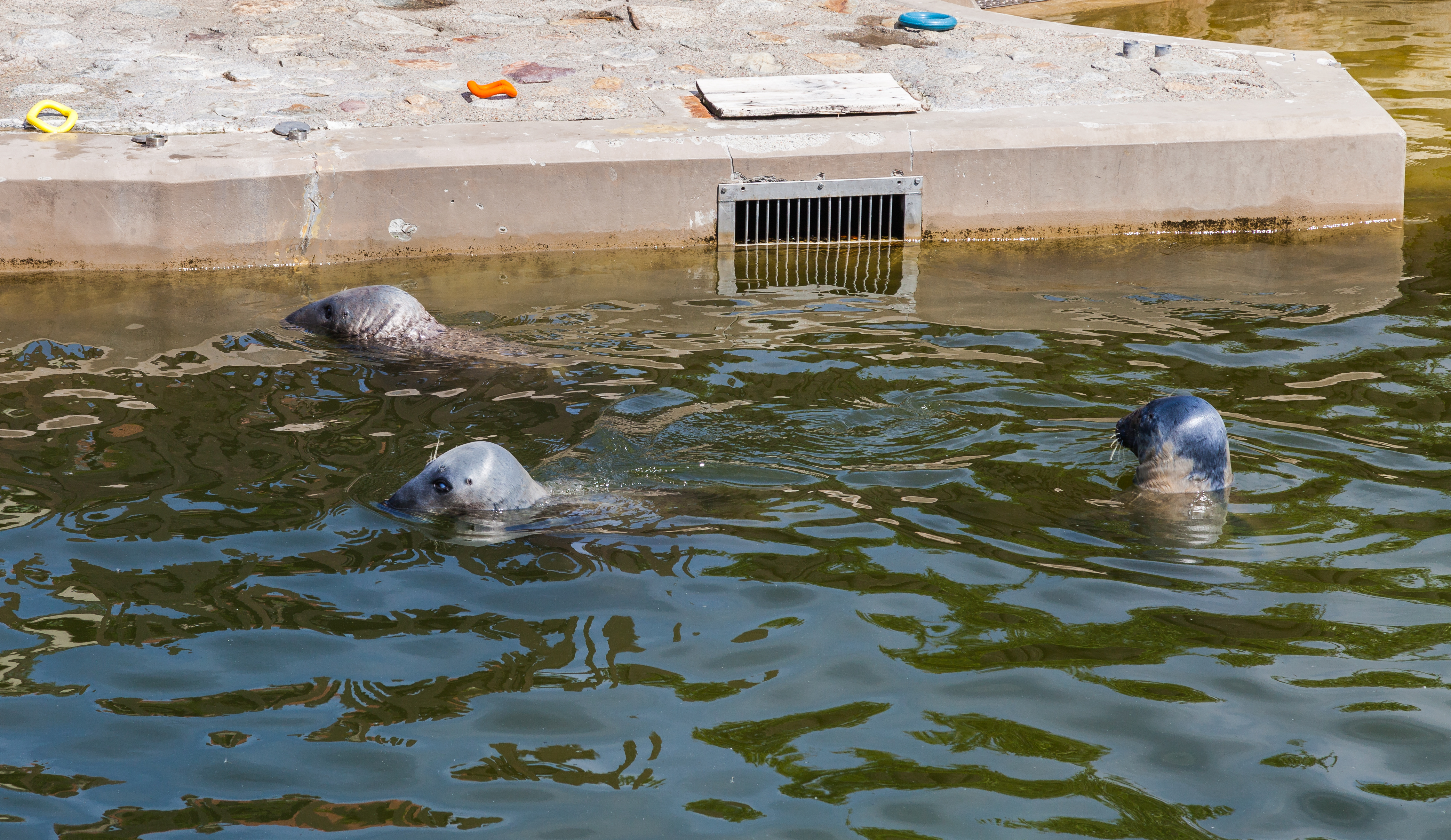
Foki szare w helskim fokarium.
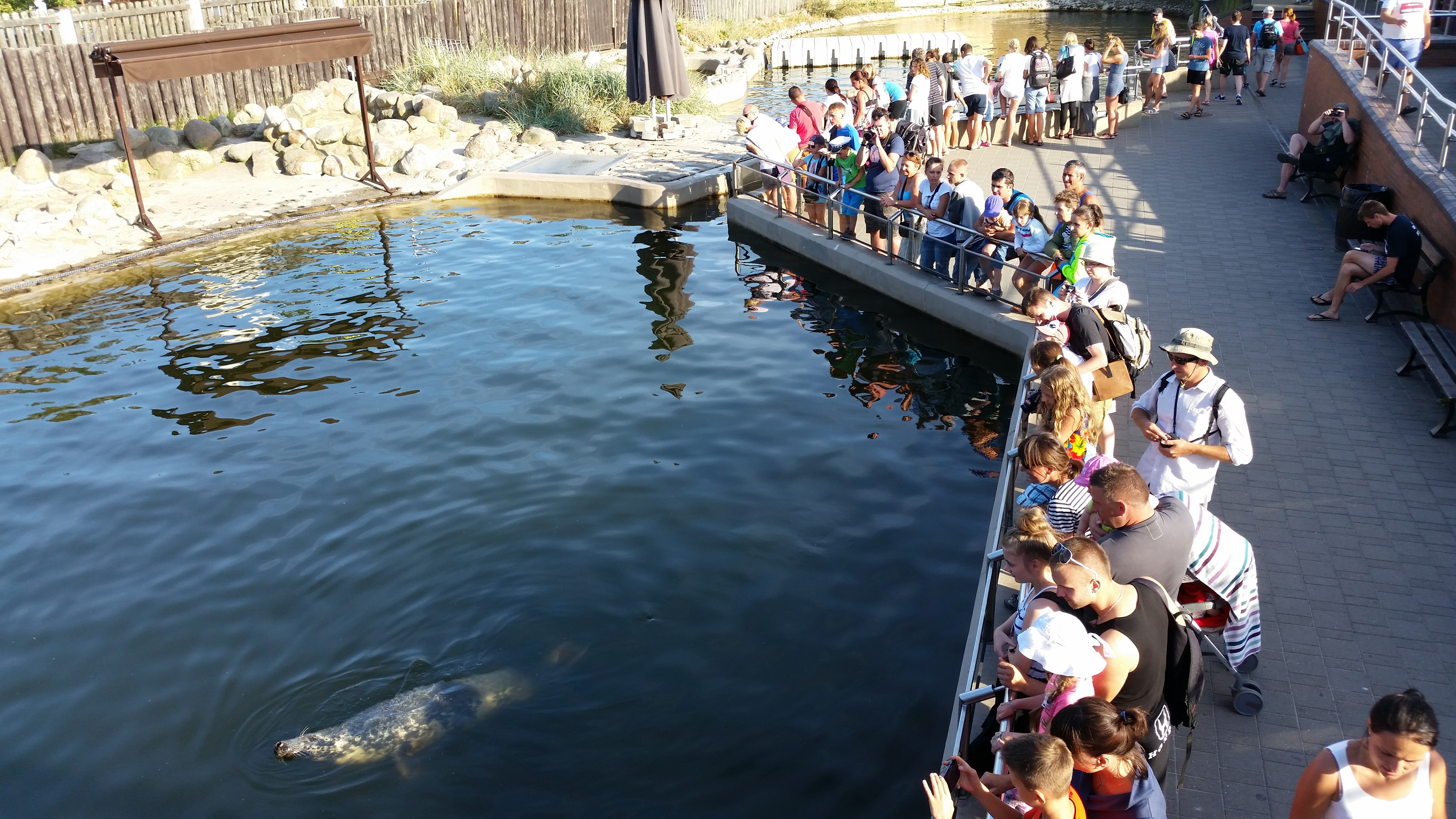
Fokarium - widok z góry.

## Błękitna Wioska
Dziesiątego stycznia 2005 roku, rektor Uniwersytetu Gdańskiego prof. Andrzej Ceynowa, marszałek województwa pomorskiego Jan Kozłowski, starosta pucki Artur Jabłoński i burmistrz miasta Helu Mirosław Wądołowski złożyli podpis pod listem intencyjnym w celu realizacji konceptu Uniwersytetu Gdańskiego o nazwie „Błękitna Wioska" na terenie miasta Hel. Projekt realizuje program Wieloletniej Budowy Bałtyckiego Kampusu Uniwersytetu Gdańskiego.
Celem projektu, którego autorem był prof. Krzysztof Skóra, jest zabezpieczenie przyrodnicze lokalnej fauny, a także zrównoważony rozwój miasta Hel. Na projekt składa się:
- Bałtycka osada – rekonstrukcja osady rybackiej na potrzeby przyrodnicze oraz edukacje kulturową na temat kaszubskiej historii regionu.
- Park wydmowy – odnowa flory i rewitalizacja wydmy, w celu ochrony przyrody oraz upiększenia przestrzenni wspólnej.
- Morświnarium (Dom Morświna) w Helu – ośrodek badań nad bałtycką populacją morświnów w celu ochrony gatunku.
- Aqua-labs – ujęcia oraz system obiegu morskiej wody do akwariów i basenów badawczych Stacji Morskiej UG.
- Błękitna szkoła – projekt edukacyjny w Stacji Morskiej UG, w której prowadzone są zajęcia z biologii i ekologii, przyrodniczych podstaw dobrobytu ludzi, lokalnej tradycji kulturowej wywodzącej się z rybołówstwa, ochrony i eksploatacji zasobów Morza Bałtyckiego[3][7].

Rozbudowa Stacji Morskiej Instytutu Oceanografii UG w Helu miała m.in. na celu przyjęcie większej liczby zwiedzających fokarium, bez niszczenia przez nich wydm.